# Väinö Linna
Väinö Linna (20. prosince 1920 Urjala – 21. dubna 1992 Tampere) byl jeden z nejvýznamnějších finských spisovatelů 20. století. Za knihu Pod severkou získal v roce 1963 cenu Severské rady za literaturu.

## České překlady
- Neznámý voják (Tuntematon sotilas, 1955, česky Naše vojsko 1965 v překladu Ivany a Stanislava Hniličkových)
- Pod Severkou (Täällä Pohjantähden alla, trilogie – 1959, 1960, 1962, česky 1969 v překladu Jana Petra Velkoborského)

## Ocenění
- Byl prvním Finem, který obdržel Cenu literatury Severské rady (Pohjoismaiden neuvosto) v roce 1963
- Čestný doktor Sociální univerzity v Tampere (Tampereen yliopisto) v roce 1965
- Jeho portrét byl na bankovce 20 finských marek (používána v letech 1993–2002)
- Pamětní mince 2€ v roce 2020 ke stému výročí narození